# Amtsgericht Cottbus

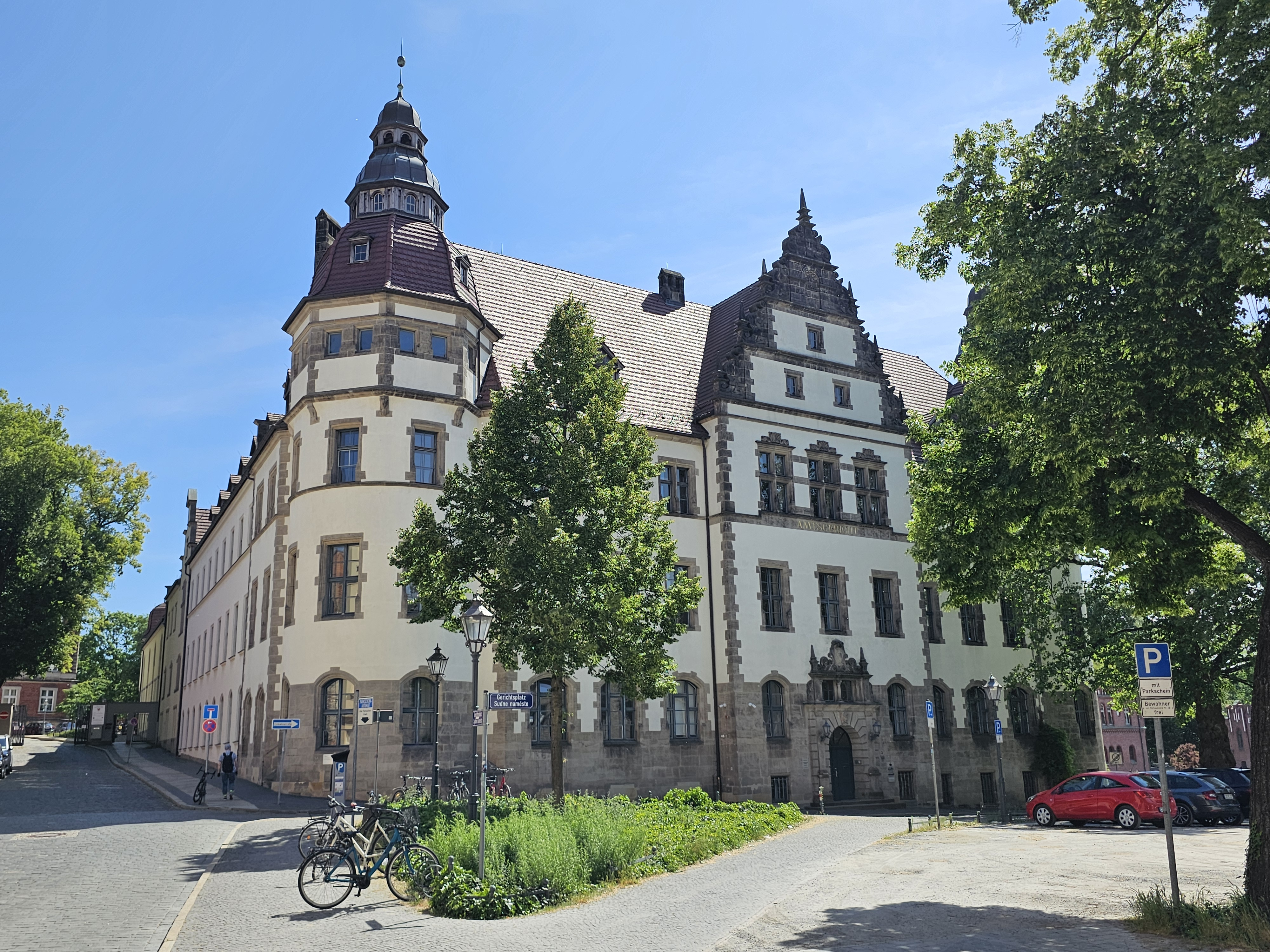
Amtsgericht Cottbus vom Gerichtsplatz aus (2024)

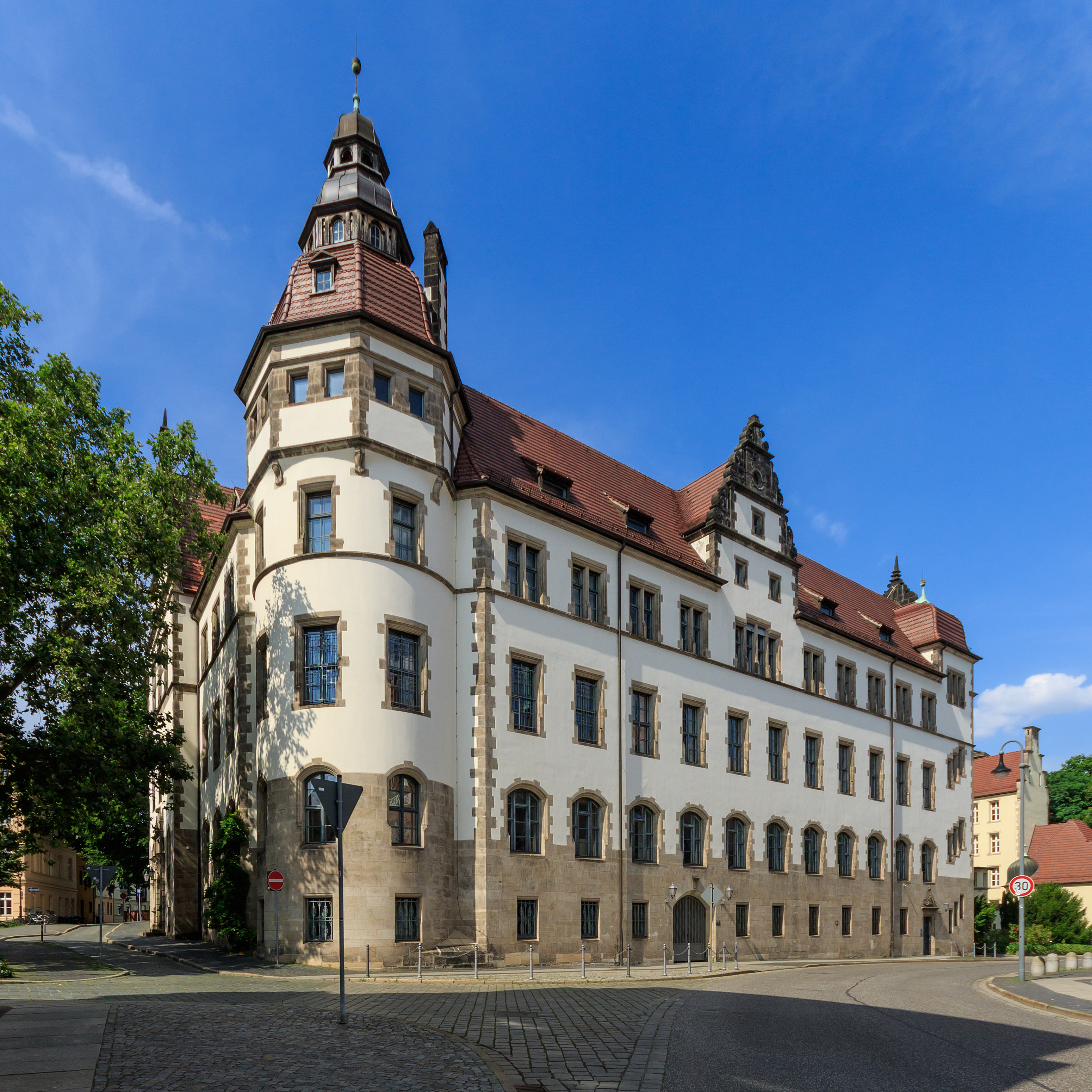
Amtsgericht Cottbus (2017)

Das Amtsgericht Cottbus, niedersorbisch Amtske sudnistwo Chóśebuz, ist ein Gericht der ordentlichen Gerichtsbarkeit in Deutschland. Es ist für die Rechtsprechung erster Instanz im Stadtgebiet von Cottbus und im Landkreis Spree-Neiße zuständig. Das Gerichtsgebäude ist ein eingetragenes Baudenkmal in der Denkmalliste des Landes Brandenburg.

## Gerichtsgeschichte
Seit 1849 bestand in Cottbus ein Kreisgericht im ehemaligen Kreisstockhaus am Klosterplatz. Zum 1. Oktober 1879 trat auch im Königreich Preußen das Gerichtsverfassungsgesetz des Deutschen Reichs in Kraft und das Kreisgericht wurde durch Landesrecht in ein Amtsgericht umgewandelt.  Das Gebäude, in dem es sich heute das Amtsgericht Cottbus befindet, wurde in den Jahren 1905 bis 1907 erbaut. Zum 1. Juli 1951 wurden die Amtsgerichte Forst und Peitz in Zweigstellen des Amtsgerichtes Cottbus umgewandelt. In der DDR wurden 1952 die Amtsgerichte und damit auch das Amtsgericht Cottbus aufgehoben und Kreisgerichte, darunter das Kreisgericht Cottbus gebildet. Nach der Wiedervereinigung wurde die Gerichtsorganisation in Amtsgerichte wieder hergestellt.
Das Amtsgericht unterhält seit dem 1. April 2012 eine Zweigstelle in der Stadt Guben im Landkreis Spree-Neiße. Der dortige Bau ist ebenfalls in der Liste der Baudenkmale in Guben enthalten und befindet sich in der Alten Poststraße Nr. 66. Es wurde während der zweiten Hälfte des 19. Jahrhunderts erbaut. Von 1879 bis 1883 tagte hier das Landgericht, von 1883 bis 1953 das Amtsgericht und von 1953 bis 1993 das Kreisgericht. Seit 1993 sitzt hier wieder das Amtsgericht. Es ist ein dreigeschossiges Haus mit einem Satteldach.

## Architektur
Das Gerichtsgebäude befindet sich am Gerichtsplatz und der Straße Am Spreeufer südwestlich des Landgerichts und gegenüber des ehemaligen Elektrizitätswerks. Es wurde zwischen 1905 und 1907 anstelle des alten Amtsgerichts nach einem Entwurf des geheimen Oberbaurats Paul Thomer unter Leitung der Cottbuser Baufirma Hermann Pabel & Co. errichtet. Das Haus war zunächst eine Zweiflügelanlage, die an den östlich in den Schlossberg eingebauten Gefängnistrakt angebaut wurde. Der Nordflügel wurde in den Jahren 1928 und 1929 nach einem Entwurf des preußischen Hochbauamts durch die Firma Dümpert & Hauke ergänzt. In den Jahren 1984 und 1985 erfolgte eine Fassadensanierung im Eingangsbereich, zwischen 1997 und 2000 wurde der Gebäudekomplex umfassend saniert.
Das Amtsgericht ist ein drei- beziehungsweise dreieinhalbgeschossiger Bau im Stil der Neorenaissance. Die Fassade ist im Sockelbereich sowie an den Gebäudekanten und Fensterrahmungen mit Plagwitzer Sandstein verkleidet. Im Erdgeschoss sind die Fenster flachbogig, im ersten Obergeschoss hochrechteckig mit Kreuzstock und darüber gekuppelt mit einem Sohlbankgesims. An der Westseite befindet sich ein stattlicher Mittelrisalit mit einem mehrfach gestaffelten Schweifgiebel, der mit Voluten, Eckaufsätzen und Muscheldekor besetzt ist. Über dem rundbogigen Eingangsportal liegt ein dekorativer Aufsatz mit Wappenkartusche. Die Fenster im obersten Geschoss des Risaliten haben geschmückte Verdachungen und massive Fensterkreuze. Im Brüstungsfeld befindet sich die Inschrift „Amtsgericht“. Die Gebäudeecken haben rundturmartige Anbauten mit oktogonalen Aufsätzen und Schweifhauben. Der Südflügel ist viergeschossig und verfügt über eine Durchfahrt zum Innenhof. In der hervorstehenden rechten Außenachse befindet sich ein Treppenhaus, in der mittleren Achse liegt ein Zwerchhaus mit verziertem Stufengiebel. Der Ende der 1920er Jahre angebaute Nordflügel ist schlicht gestaltet.

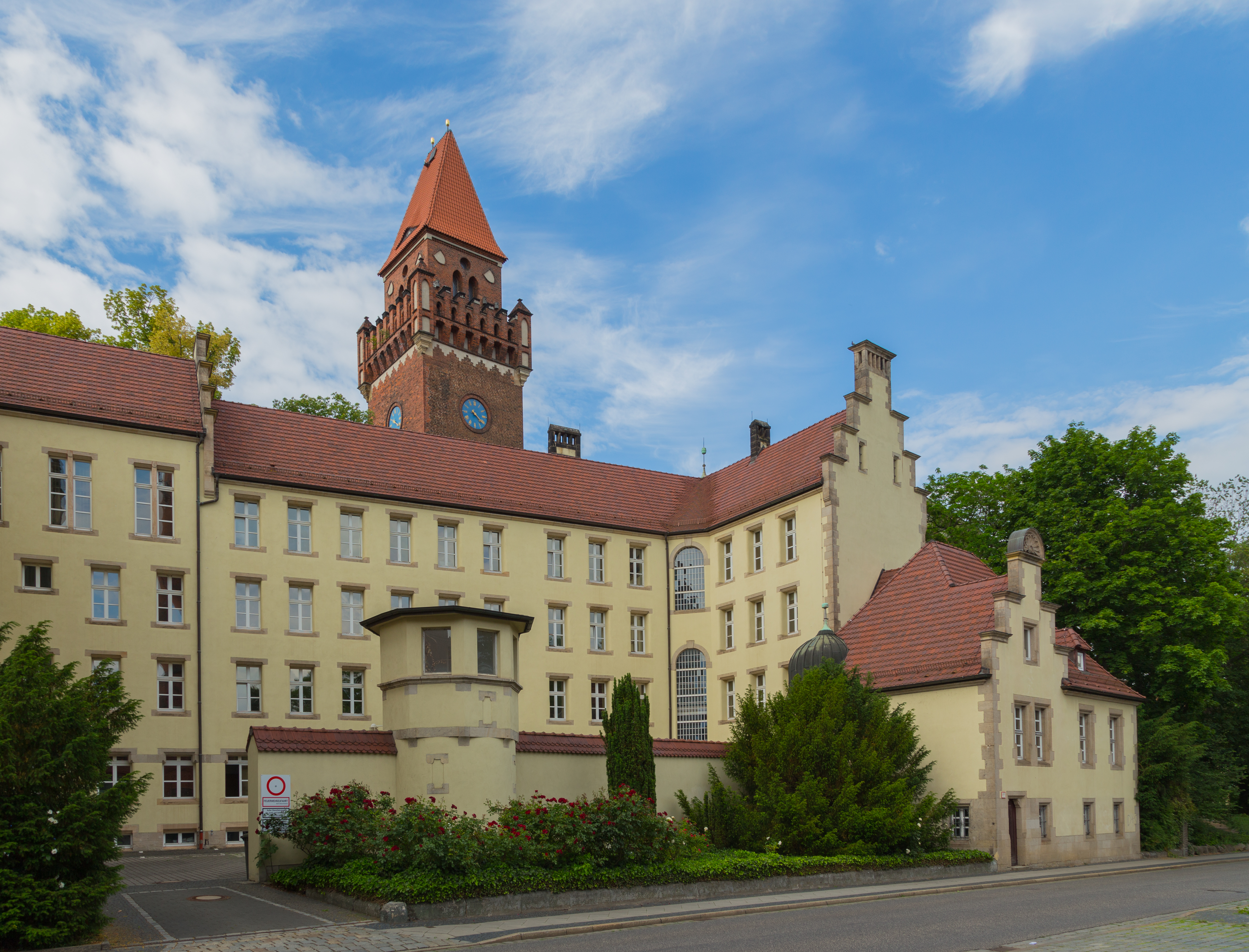
Ehemaliges Gefängnis (2020)

Der Gefängnisanbau östlich des Haupthauses entstand während des Baus des Amtsgerichts zwischen 1905 und 1907, wofür letzte Reste des 1857 durch Brand zerstörten Schlosses abgerissen wurde. An der südöstlichen Gebäudeecke ist dem Gefängnistrakt ein zweigeschossiges Wohnhaus mit Walmdach und Ziergiebel vorgesetzt. Der viergeschossige Gefängnistrakt selbst ist mit einem Stufengiebel abgeschlossen.